# La Tentación
La Tentación é uma localidade uruguaia  que faz parte do município de Porvenir, no departamento de Paysandú, a 13km de distância da capital, Paysandú, próximo ao Arroyo do Gato Grande..

## População
Segundo o censo de 2011 a localidade contava com uma população de 137 habitantes.
| Variação demográfica do município entre 1963 e 2011 |
|                                                     |

## Autoridades
A localidade é subordinada ao município de Porvenir.

## Religião
A localidade possui uma capela "Nossa Senhora de Luján", subordinada à paróquia "São Bendito e Nossa Senhora do Rosário" (cidade de Paysandú), pertencente à Diocese de Salto)

## Transporte
A localidade possui a seguinte rodovia:
- Acesso a Ruta 03 e Ruta 90.[7][8]